# اضطراب نقص الانتباه مع فرط النشاط لدى الكبار
اضطراب نقص الانتباه مع فرط النشاط لدى الكبار هي حالة عصبية من قصور الانتباه مع فرط الحركة في الأشخاص البالغين.
يستمر ظهور أعراض هذه الحالة في جميع مراحل حياة من ثلث إلى ثلثي الأطفال الذين ظهرت عليهم الأعراض منذ الطفولة.
عرّف الدليل التشخيصي والإحصائي للاضطرابات النفسية (الطبعة الخامسة) 3مظاهر لاضطراب نقص الانتباه مع فرط النشاط لدى الكبار:
- اضطراب نقص الانتباه مع فرط النشاط (الغفلة السائدة).
- اضطراب نقص الانتباه مع فرط النشاط (زيادة الحركة السائد).
- حالة مشتركة من نقص الانتباه مع فرط النشاط.

بمضي الوقت، تظهر أعراض فرط النشاط والاندفاع بشكل أقل، وتتحول إلى عدم ارتياح داخلي يبدأ في المراهقة، ويستمر للبلوغ.
تتميز هذه الحالة بالغفلة، وصعوبة إنجاز العمل، والمماطلة، ومواجهة مشاكل في التنظيم.
ويجد البالغ صعوبات في اتباع التوجيهات، وتذكر المعلومات، والتركيز، وتنظيم المهام، وإكمال العمل في وقته المحدد، مما يؤثر على حياته بشكل كبير، مسببا مشاكل عاطفية، واجتماعية، ومهنية، وقانونية، ومالية، وأكاديمية، فيقل احترامه لذاته. وبالرغم من ذلك فإن التوجيه الصحيح، والتدريب يؤدي إلى النجاح في الحياة المهنية.
ويقوم الطبيب بتشخيص الحالة بعد عدة مقابلات تقيمية تشمل:
- فحص التاريخ الشخصي.
- أدلة وملاحظات من أفراد العائلة، والأصدقاء المقربين.
- تقارير أكاديمية ترجع غالبا لسنوات المدرسة.
- إلخ.[8][9]

بالإضافة إلى تقييم يهدف إلى تشخيص حالات محتملة إضافية غالبا تكون مصاحبة لاضطراب نقص الانتباه مع فرط النشاط فيما يسمى بالمراضة المشتركة.
هذه الحالة يكون سببها وراثي في كثير من الأحيان، وعلى الرغم من أن الأسباب الحقيقية لها لم تعرف بعد بالشكل الكامل، ولكن العوامل الجينية، والبيئية تلعب دورا كبيرا فيها.
اضطراب نقص الانتباه مع فرط النشاط هو حالة تبدأ في الطفولة، وتتطلب ظهور أعراض ليتم تشخيصها قبل سن الثانية عشر. ويتم نقل الأطفال تحت العلاج إلى أماكن الخدمات الصحية للكبار عند وصولهم للبلوغ إذا لزم الأمر، لذا فإن تشخيص الكبار يجب أن يتضمن الفحص الكامل لتاريخهم.
يعتمد العلاج الناجح لاضطراب نقص الانتباه مع فرط النشاط على الدمج بين الأدوية، والعلاج السلوكي المعرفي، والمهارات التدريببة.
كما أن ممارسة الرياضة البدنية، وتحسين النوم، والتغذية الجيدة له تأثير إيجابي أيضا في التحسن.

## التصنيف

تقدر نسبة البالغين المصابين باضطراب نقص الانتباه مع فرط النشاط 4.7%، منهم 19% تقريبا تغلب عليهم أعراض فرط النشاط.

حدد الدليل التشخيصي والإحصائي للاضطرابات النفسية، طبعة 2013، ثلاثة أنواع من اضطراب نقص الانتباه مع فرط النشاط:
1. اضطراب فرط النشاط ونقص الانتباه (الغفلة السائدة).
2. اضطراب فرط النشاط ونقص الانتباه (زيادة الحركة والاندفاع السائد).
3. حالة مشتركة من فرط النشاط ونفص الانتباه.

يجب أن يعانى الفرد مما يلي ليحقق المعايير التشخيصية للمرض:
- ما لا يقل عن ستة أعراض من قلة الانتباه في اضطراب قلة الانتباه السائد.
- ما لا يقل عن ستة أعراض من فرط الحركة في اضطراب فرط الحركة السائد.
- كل ما سبق في النوع المشترك.

ويجب أن تكون الأعراض موجودة قبل سن السابعة، وتتعارض مع مجالين على الأقل من مجالات حياته (على سبيل المثال البيت، والدراسة أو العمل) خلال آخِر ستة أشهر مضت.
لقد صُممت معايير الدليل التشخيصي والإحصائي للاضطرابات النفسية حسب نوع الأعراض التي يمكن أن تظهر على الأطفال، لتقليل انتشار اضطراب نقص الانتباه وفرط النشاط بين الكبار.
في عام 2013، راجع الدليل التشخيصي والإحصائي للاضطرابات النفسية بعض هذه المعايير بمتطلبات أكثر تساهلا للتشخيص، خصوصا في الكبار، ورفعت السن المحدد لبداية ظهور الأعراض إلى 12 عامًا.

## أعراض وعلامات
اضطراب نقص الانتباه مع فرط النشاط هو حالة مزمنة، تبدأ في الطفولة، وتستمر مدى الحياة. حيث قُدرت نسبة الأطفال الذين تظهر عليهم أعراض الحالة، وتستمر معهم إلى مرحلة البلوغ نحو 33-66%، مما يؤثر على التعليم، والعمل، والعلاقات الشخصية.
يعاني المصابون بهذه الحالة من نقص القدرة على ضبط النفس، وتشجيع الذات مما يسبب مشكلات مثل: التشتت، والعرقلة، والفوضى، وغالبا ما يُنظر إليهم من قبل الآخرين على أنهم أشخاص فوضويون في حاجة إلى التحفيز للعمل بفاعلية، وليصبحوا أقل تشتتا. ومع ذلك فإنهم لا يختلفون في القدرة على التعلم، والإدراك الكلي عن غيرهم من الأشخاص الطبيعين.
لا يعتبر أصحاب العمل وغيرهم أن هذه التصرفات من الأشخاص البالغين ذوي الاضطراب هي أعراض للحالة، في حين أن المعلمين، وأصحاب الرعاية المسؤولين عن الأطفال يكونوا غالبا متفهمين لأعراض اضطراب نقص الانتباه مع فرط النشاط عند الأطفال. ورغم أن الأعراض لا تتغير مع النضوج، إلا أن البالغين يكونوا أقل عرضة لتصرفات فرط النشاط الواضحة، ولكن بدلا من ذلك يكون هناك نشاط عقلي مستمر، وأرق داخلي، كما لو أن فرط النشاط أصبح داخليا.
تختلف أعراض اضطراب نقص الانتباه مع فرط النشاط من شخص لآخر، وتختلف بالنسبة للشخص نفسه بمرور الوقت. ومع زيادة فهم البيولوجيا العصبية للمرض، أصبح من الواضح أن الصعوبات التي يتعرض لها المريض هي نتيجة مشاكل في أجزاء من المخ مسؤول عن الوظائف التنفيذية (أنظر في الأسفل: البيولوجيا المرضية)، مما يسبب مشكلات في استمرار الانتباه، والتخطيط، والتنظيم، وتحديد الأولويات، والسيطرة على الانفعالات، واتخاذ القرارات.
تتراوح الصعوبات الناتجة من هذه المشكلات من متوسطة إلى بالغة الصعوبة، مما يؤثر على بناء الحياة والتخطيط للمهام اليومية، والتفكير، والتصرف، حتى مع العلم بالعواقب المحتملة، مما يؤدي إلى سوء الأداء، وقلة التحصيل في الدراسة، والعمل.
فيرتكب الشباب المخالفات المرورية، ويكون لديهم سجل قيادة سيئ. ويصبح لهم تاريخ من شرب الكحوليات، والإدمان.
وتكمن الصعوبة في أن سلوك هؤلاء المرضى يكون ملحوظ (مثل التسرع الذي يمكن أن يصل إلى إهانة رئيسهم في العمل، مما يؤدي إلى إقالتهم من العمل)، مع محاولتهم لتفادي تلك التصرفات، ومعرفتهم بأنها سوف تضعهم في مأزق.
غالبا سيفتقد المريض ممارسة كثير من الأشياء التي يجب على من هم في عمره القيام بها، ومعرفتها. مما يدفع الآخرين بوصفه بالكسول، أو الغبي، أو المتهور.
نتيجة لتراكم المشكلات، وآراء الآخرين السلبية يصبح الشخص في دائرة مفرغة من الفشل، ويعاني 80% منهم من أمراض نفسية أخرى متزامنة مع اضطراب نقص الانتباه، وفرط الحركة مثل الإكتئاب، والقلق.
يعاني الكثير من المرضى من ضعف في القدرة على التعلم مثل صعوبة القراءة، الأمر الذي يساهم في زيادة الصعوبات التي يواجهونها.
وقد أظهرت الدراسات على البالغين الذين يعانون من اضطراب قلة الانتباه، وفرط النشاط أن الكثير منهم يعتبر هذا المرض وصمة عار، ويعانون من الاكتئاب في الطفولة بسبب إحساسهم بأنهم مهمَلون، ومختلفون عن أقرانهم.
ترفع هذه المشكلات معدلات الاكتئاب، والإدمان، والمشاكل في العلاقات إلى حد كبير، مما يؤثر على حياتهم فيما بعد.
| اضطراب نقص الانتباه مع فرط النشاط (مع سيادة نقص الانتباه) | اضطراب نقص الانتباه مع فرط النشاط (مع سيادة فرط النشاط، والتسرع) |
| --- | --- |
| في الأطفال: - كثير النسيان في النشاطات اليومية. - سهل التشتت بالمؤثرات الخارجية. - ضياع الأدوات المهمة مثل: القلم الرصاص، والواجبات المنزلية، والألعاب. - لا ينصت، ولا يستجيب عندما ينادَى على اسمه. - عدم القدرة على التركيز في المهام التي يقوم بها، ولا يحافظ على انتباهه أثناء النشاطات. - يتجنب أو لا يحب المشاركة في النشاطات التي تتطلب مجهود عقلي. - يرتكب أخطاء الإهمال بسبب عدم الانتباه للتفاصيل. - صعوبة تنظيم المهام والنشاطات. - الفشل في الاستمرار في متابعة المهام والتعليمات المركبة مثل: الواجبات، والأعمال المنزلية. | في الأطفال: - يتململ، ويتلوى بالأيدي والأرجل. - لا يستطيع الجلوس ثابتا في مكانه. - لا يستطيع اللعب بهدوء، أو الإنخراط في النشاطات التي تحتاج إلى تمهل. - يتحدث كثيرا. - يجري ويقفز كثيرا. - دائم المشي كما لو يقوده محرك. - لايستطيع انتظار أدوار الآخرين. - يسارع بالإجابات. - يتطفل على الآخرين، ويقطع المحادثات.                                                                                                   |
| في الكبار، تتطور هذه الأعراض إلى: - تجنب المهام، والوظائف التي تتطلب التركيز. - التسويف (تأجيل الأعمال إلى وقت لاحق). - صعوبة بدء المهام. - صعوبة تنظيم التفاصيل الخاصة بمهمة معينة. - صعوبة تذكر تفاصيل مهمة معينة. - صعوبة القيام بأكثر من مهمة في وقت واحد. - سوء إدارة الوقت. - التردد، والشك. - التردد في التنفيذ. - صعوبة إستكمال، أو متابعة تنفيذ المهام. - تأخر التوقف، ونقل التركيز من مهمة إلى أخرى. | في الكبار: - يختار النشاطات والوظائف المحفزة. - يتجنب النشاطات التي تحتاج إلى نشاط بدني قليل، أو الأعمال الروتينية. - قد يختار العمل لساعات طويلة، أو العمل في وظيفتين معا. - يسعى للنشاط المستمر. - يمل بسهولة. - غير صبور. - سهل الغضب، وعصبي. - متسرع، ويأخذ قرارات مفاجئة، وتصرفاته غير مسئولة. - يفقد أعصابه بسهولة، ويغضب بسرعة. - يميل إلى التركيزالمفرط، والمهام التي تحتاج إلى تحفيز، وسريع الإنخراط عاطفيا. |

## التشخيص
يعتمد تشخيص اضطراب نقص الانتباه مع فرط النشاط على معرفة إذا ما كانت هذه الأعراض بدأت منذ الطفولة أم لا، حتى لو لم تكن شُخصت وقتها.
وكغيره من الاضطرابات العقلية مثل الفصام، لا يوجد اختبار موضوعي لتشخيصه، إنما يعتمد على معرفة التاريخ المرضي للأعراض بدقة منذ الطفولة، ومعرفة الأدلة المؤيدة للحالة من أفراد العائلة.
كما تسعى اختبارات التقصي والفحوصات إلى استبعاد التشخيصات الأخرى مثل الإكتئاب، والقلق، والإدمان.
تُظهر بعض الأمراض مثل مرض زيادة نشاط الغدة الدرقية أعراضا تشبه أعراض اضطراب نقص الانتباه مع فرط النشاط، لذا يجب استبعادها أيضا.
أحيانا يتم تشخيص متلازمة أسبرجر (حالة من طيف التوحد) خطأ على أنها اضطراب نقص الانتباه مع فرط النشاط بسبب وجود ضعف في الأداء التنفيذي لدى الأشخاص المصابين بمتلازمة أسبرجر. كما أن متلازمة أسبرجر تتضمن صعوبات في التفاعل الاجتماعي، وأنماط متكررة ومقيدة من التصرفات والاهتمامات، ومشاكل في التكامل الحسي مثل فرط الحساسية.
ومع هذا يمكن أن ينحرف التشخيص نتيجة أن معظم الحالات تكون مصابة أيضا بمضاعفات أخرى مثل: القلق، والاكتئاب، والإدمان.
تقييم الكبار للوصول إلى التشخيص المحتمل يكون أسهل من الأطفال، لأن الكبار لديهم القدرة على تقديم المعلومات عن تاريخهم، ورؤيتهم للأمر.
ولقد لوحظ أن كثير من الأشخاص خاصة أصحاب معدلات الذكاء العالية يحاولون إخفاء الأعراض بإتباع إستراتيجيات لمسايرة الأمر، لذا لا يسعون إلى الطبيب للتشخيص، والعلاج.
لا تساعد غالبا الاختبارات الرسمية، والأدوات التقييمية مثل: اختبار معدل الذكاء، واختبارات التحصيل، والاختبارات العصبية النفسية على التشخيص. علاوة على ذلك لا يوجد مقاييس فسيولوجية أو طبية متاحة حاليا للتشخيص.
ومع ذلك فإن الاختبارات التعليمية النفسية ، والطبية تساعد على تشخيص أو استبعاد الحالات الأخرى (مثل: صعوبات التعلم، والتخلف العقلي، والحساسية) التي يمكن أن تصاحبها تصرفات تشبه حالات اضطراب نقص الانتباه مع فرط النشاط.
اتبع العاملين في مجال الصحة الطبية، والنفسية بالولايات المتحدة الدليل التشخيصي والإحصائي للاضطرابات العقلية للجمعية الأمريكية للأطباء النفسيين. بينما يُستخدم التصنيف الدولي للأمراض الذي نشرته منظمة الصحة العالمية من قبل المهنيين الصحيين في أماكن أخرى.
تتضمن التحديثات الدورية تغييرات في المعرفة والعلاج. على سبيل المثال أصبحت معايير تشخيص اضطراب نقص الانتباه مع فرط النشاط لدى الكبار تتبع نفس معايير التشخيص لدى الأطفال  بحسب الدليل التشخيصي والإحصائي للاضطرابات العقلية (الإصدار الخامس)، الذي نُشر عام 1994، مع تصحيحات وتغييرات طفيفة عام 2000. لكن وُجد أن التعديل المقترح للدليل التشخيصي يفرق بين الأطفال، والكبار في عدة أعراض.
وتجدر الإشارة إلى أنه يمكن أن تظهر بعض أعراض اضطراب نقص الانتباه مع فرط النشاط في بعض الأحيان على الأشخاص الطبيعيين (عندما يكونوا متعَبين، أو تحت ضغط على سبيل المثال)، ولكن لتأكيد التشخيص فعليا يجب أن تكون الأعراض قد بدأت منذ الطفولة ومستمرة إلى البلوغ، وتؤثر على حياة الفرد في مختلف المجالات كالعمل، والدراسة، والعلاقات الشخصية. حيث تكون الأعراض التي يعانى منها الشخص وهو طفل هي نفسها عند الكبر مع اختلاف طريقة ظهورها، فبإمكان الكبار تطوير تصرفاتهم للتكيف مع البيئة المحيطة.

## الفسيولوجية المرضية
تسارع البحث في هذا الموضوع بشكل كبير على مدى الثلاثين سنة الماضية، ولا يوجد نظرية موحدة تُفسر سبب هذه الحالة، وما زال البحث جارٍ.
تلعب العوامل الجينية دورا، كما أن العوامل البيئية يمكن أن تؤثر على على كيفية ظهور الأعراض.
يواجه المرضى صعوبة في الوظائف التنفيذية التي يكون مسؤول عنها الفص الجبهي من المخ، والتي تساعد على تذكر المهام، وتنظيمها، وتقييم الآثار المترتبة على الإجراءات، وتحديد الأولويات، وتتبع الوقت، والتوعية على التفاعل مع البيئة المحيطة، والتكيف مع الأوضاع المتغيرة.
تعتمد العديد من الأبحاث على تقنيات التصوير التركيبي، والوظيفي، والأدوية المنشطة. وقد حددت التدخلات النفسية تغيرات في مسارات الدوبامين، والأدرينالين الخاصة بالمرضى. وهي نواقل عصبية تلعب دورا مهما في وظيفة المخ.
وفي هذه الحالة تنشط النواقل التي تمتص الدوبامين، والنورأدرينالين من المشبك بشكل أسرع من الأشخاص الطبيعيين، مما يسبب تضاؤل عمل الذاكرة.

## العلاج
يتكون علاج اضطراب نقص الانتباه مع فرط النشاط من مزيج من أدوية، وتدخلات سلوكية، ومعرفية، ومهنية. ويبدأ العلاج غالبا بالأدوية التي تعالج الأعراض، بالتزامن مع علاج أي مرض آخر مشترك موجود مع الحالة.
ومع أن الأدوية فعالة في تصحيح الأعراض الفسيولوجية للمرض، إلا أنها لن تستطيع معالجة نقص المهارات التي فشل المرضى البالغون في اكتسابها بسبب هذا الاضطراب. حيث يمكن للمرء أن يستعيد القدرة على التركيز مع الدواء، ولكن المهارات مثل التنظيم، وترتيب الأولويات، والتواصل بشكل فعال تأخذ بعض الوقت في اكتسابها.

### أدوية
المنشطات هي الخط الأول في العلاج اضطراب نقص الانتباه مع فرط النشاط لدى البالغين ويوجد علي شكل مستحضرات فورية، وطويلة المفعول.
يعتبر الميثيل فندات هو الخط الأول للعلاج، وهو منبه يوجد منه مستحضرات قصيرة وطويلة المفعول.
يعطي استخدام الميثيل فندات على المدى القصير نتيجة جيدة، ولكن لم تجر دراسات لاستخدامه على المدى الطويل للبالغين، وهناك مخاوف بشأن أنه يسبب زيادة في ضغط الدم.
يزيد ميثيل فندات تركيزات الدوبامين، والنورإبينفرين في الفلح المشبكي (نقاط التشابك العصبي)، مما يسمح بزيادة النواقل العصبية، ويعمل على تثبيط امتصاص الدوبامين والنورأدرينالين، فيبطيء إزالتها من نقاط التشابك العصبي.
الأمفيتامين ومشتقاته هي نماذج للمنبهات المتاحة في شكل مستحضرات فورية، وطويلة المفعول.
يعمل الأمفيتامين بآليات عديدة مثل تثبيط امتصاص النواقل العصبية من الفلح المشبكي، وإخراج النواقل العصبية من الحويصلات، ويعكس امتصاص النواقل، ويعكس تثبيط إنزيم أُكسيداز أحادي الأمين. لذا تُزيد هذه الأمفيتامينات النواقل العصبية في الفلح المشبكي، ولها آثار جانبية أقل من الميثيل فندات على القلب والأوعية الدموية.
يعتبر أتوموكسيتين (الاسم التجاري: ستراتيرا) أيضا علاج فعال لاضطراب نقص الانتباه مع فرط النشاط لدى الكبار. وعلى الرغم من أن فترة عمر النصف لأتوموكسيتين تشبه المنبهات، إلا أنه يُظهر بداية متأخرة للآثار العلاجية مثل مضادات الإكتئاب.
على عكس المنبهات الخاضعة للرقابة، لا يسبب أتوموكسيتين احتمالية الإدمان.
وهو فعال لاضطراب نقص الانتباه على وجه الخصوص، حيث يعمل في المقام الأول على مثبطات امتصاص النورابنفرين. ويتم وصفه غالبا للبالغين الذين لا يستطيعوا تحمل الآثار الجانبية للأمفيتامين، أو للميثيل فندات، كما أنه تمت الموافقة عليه من قبل إدارة الغذاء والدواء بالولايات المتحدة كعلاج لاضطراب نقص الانتباه مع فرط النشاط.
من الآثار النادرة له ولكنها محتملة وخطيرة تلف الكبد، وزيادة التفكير في الإنتحار.
أظهر بوبروبيون، وديسيبرامين (اثنين من مضادات الاكتئاب) بعض الفاعلية في علاج اضطراب نقص الانتباه مع فرط النشاط خاصة مع وجود الاكتئاب، على الرغم من أن العلاج بمضادات الاكتئاب الأخرى تكون أقل تأثيرا منها.

### علاج نفسي اجتماعي
يتضمن علاج اضطراب نقص الانتباه مع فرط النشاط أيضا التدرب على الارتخاء، والتحكم في الضغوطات. حيث أظهرت البحوث أنه (بجانب الأدوية) يمكن أن يكون للتدخلات النفسية تأثير فعال في علاج الأعراض، وأكدت الشواهد أن للعلاج السلوكي المعرفي دورا في العلاج بجانب الأدوية.
يعتبر العلاج النفسي الاجتماعي غير فعال بالنسبة لمعظم البالغين،[بحاجة لمصدر] لذا تعد الأدوية هي الخط الأول للعلاج، وتشمل المنبهات وغير المنبهات. ويجب أن يناقش المريض فوائد الدواء مع الطبيب، للتأكد من أن فوائد الأدوية تفوق المخاطر التي يمكن أن تسببها.
إذا لم تكن الأدوية مرغوبة، أو ليست مطروحة كخيار، فمن الممكن أن يساعد زيادة التمرينات الرياضية، وتغيير النظام الغذائي في تخفيف بعض الأعراض مثل فرط النشاط.

## وبائيات
قُدِرَت نسبة البالغين المصابين باضطراب نقص الانتباه مع نفرط النشاط نحو 3-5% من إجمالي البالغين في شمال أمريكا، وأوروبا. لكن 10% فقط من هذه النسبة هي التي شُخصت رسميا.
كما أشارت التقديرات إلى أنه نحو 5% من سكان العالم لديهم اضطراب نقص الانتباه مع فرط النشاط (تشمل هذه النسبة حالات لم تُشخص بعد). في سياق المسح العالمي للصحة النفسية التابع لمنظمة الصحة العالمية، فحص الباحثون أكثر من 11000 شخص، تتراوح أعمارهم بين 18-44 عام، في 10 دول في الأمريكتين، وأوروبا، والشرق الأوسط. واعتمادا على ذلك قدروا نسبة الأشخاص المصابين باضطراب نقص الانتباه مع فرط النشاط حول العالم بمتوسط 3.5%، مع مدى يتراوح من 1.2% إلى 7.3%، ونسبة انتشار أقل بكثير في البلدان ذات الدخل المنخفض (1.9%) مقارنة مع البلدان ذات الدخل المرتفع (4.2%). وقد خَلُصَ الباحثون إلى أن اضطراب نقص الانتباه مع فرط النشاط لدى الكبار غالبا ما يحدث مع غيره من الاضطرابات، مما يسبب درجة كبيرة من العجز.

## تاريخ
بدأ ألكسندر كرايتون العمل على اضطرابات الانتباه عام 1798 بالكتابة عن الأرق العقلي، وبدأت تُعرف هذه الحالة في أوائل عام 1900 بواسطة جورج فريدريك ستيل. كما اُكتشفت كفاءة الأدوية في التأثير على الأعراض عام 1930، واستمرت الأبحاث خلال القرن العشرين. وبدأت دراسة حالة اضطراب نقص الانتباه مع فرط النشاط لدى الكبار في بداية عام 1970، وزادت الأبحاث بشكل كبير مع زيادة اهتمام العالم بدراسة هذه الحالة.
بدأ يدرك الباحثون في بداية عام 1970 أن اضطراب نقص الانتباه مع فرط النشاط لا يختفي عند البلوغ، كما كانوا يعتقدون. فتم التوسع في تعريفه من كونه مجرد حالة يعاني منها الأطفال بشكل أساسي عن طريق إعادة التركيز في التشخيص على نقص الانتباه بدلا من فرط النشاط. وفي نفس الوقت تقريبا، لوحظت بعض الأعراض على آباء وأمهات الأطفال تحت العلاج.
عرف رسميا أن هذه الحالة تصيب الكبار في عام 1978، وكان نقص الانتباه هو السائد على فرط النشاط.

## الثقافة والمجتمع
يعرف اضطراب نقص الانتباه مع فرط النشاط لدى الكبار (كما هو في الأطفال) بأنه ضعف يشكل العجز، بموجب قوانين عدم التمييز للفيدرالية الأمريكية، والتي تشمل قانون إعادة التأهيل لعام 1973، وقانون المعوقين الأمريكيين (بتنقيح 2008)، إذا كان الاضطراب يحد بشكل كبير واحد أو أكثر من أنشطة حياة الفرد الأساسية.
وبالنسبة للبالغين الذين يسبب لهم هذا الاضطراب نوعا من العجز، فمن الواجب على أماكن العمل أن توفر لهم وسائل الراحة المعقولة، وأن تقدم لهم المؤسسات التعليمية التعديلات أو التغييرات المناسبة، وذلك لمساعد الفرد على العمل بصورة أكثر كفاءة، وإنتاجية.
أشارت دراسة أجريت عام 2004 إلى التباين في الدخل السنوي للبالغين الذين يعانون من هذه الحالة، حيث كان أقل من نظرائهم في المدرسة الثانوية العليا بمقدار 10.791دولار في العام.وأقل من نظرائهم في الكليات بمقدار 4.334دولار. وقدرت الدراسة الخسارة الإجمالية في الإنتاجية في الولايات المتحدة بأكثر من 77مليار دولار، بينما تقدر الخسارة ب 85مليار دولار لتعاطي الكحول، و43مليار دولار للاكتئاب.

## خلاف
تتضمن الخلافات التي تخص اضطراب نقص الانتباه مع فرط النشاط مخاوف بشأن وجوده كاضطراب، وأسبابه، ووسائل تشخيصه، وعلاجه الذي يشمل أدوية منشطة للأطفال، واحتمالية التشخيص الخاطئ. ولقد أحاطت هذه المخاوف بالموضوع منذ عام 1970.